# Tomás Nádasdy
El barón Tamás Nádasdy de Nádasd y Fogarasföld (españolizado como Tomás Nádasdy) (I), apodado el Gran Palatino (1498-1562), fue un estadista húngaro, hijo de Ferenc I Nádasdy y su primera mujer Orsolya Therjék de Szenterzsébet. Después de la muerte de su madre, su madrastra fue Orsolya Véssey de Vésse. Fue educado en Graz, Bolonia y Roma.
En 1521 acompañó a Tomás Cayetano (enviado papal a Hungría con órdenes de predicar una cruzada contra los turcos) a Buda como su intérprete. En 1525 se convirtió en miembro del consejo de estado y fue enviado por el rey Luis II a la dieta de Speyer para pedir ayuda en la inminente guerra contra los turcos. Durante su ausencia tuvo lugar la derrota de Mohács, y Nádasdy sólo regresó a Hungría a tiempo de escoltar a la reina viuda de Komárom a Pozsony. Fue enviado para ofrecer la corona húngara al archiduque Fernando y en su coronación (3 de noviembre de 1527) fue hecho comandante de Buda. 
En 1528 con la ayuda del conde György Cseszneky, comandante de Tata, Nádasdy ocupó Győr en nombre de Fernando. En la captura de Buda por Solimán el Magnífico, Nádasdy se pasó al bando de Juan Zápolya. En 1530 tuvo éxito en la defensa de Buda contra las tropas imperiales. En 1533 celoso de la influencia que Lodovico Gritti tenía, desertó al bando fernandino. 
En 1535 se casó con Orsolya Kanizsay de Kanizsa, último miembro y heredera de la poderosa y rica familia Kanizsay. Además, recibió grandes propiedades del emperador y desde 1537 en adelante fue uno de los más poderosos consejeros de Fernando. Posteriormente, fue Ban de Croacia-Eslavonia, defendiendo la provincia fronteriza contra los turcos.
Fue un promotor de la educación y fundó una escuela en Újsziget, donde también instaló una imprenta, recibiendo un cálido elogio de Philipp Melanchthon. En 1540 Nádasdy fue nombrado iudex curie regie; en 1547 presidió la Dieta de Nagyszombat, y finalmente, en 1559, fue elegido nador (palatino) por la dieta de Pozsony (hoy Bratislava). En sus últimos años, asistió al heroico Miklós Zrinyi contra el empuje otomano.